# Lo Mestre Titas (1897-1900)
Lo Mestre Titas fue un semanario satírico carlista publicado en la ciudad española de Barcelona entre 1897 y 1900, durante la Restauración.

## Historia
La cabecera carlista Lo Mestre Titas de Barcelona había aparecido ya en dos épocas anteriores: de 1868 a 1872, durante el Sexenio Revolucionario, y de 1888 a 1890, ya en la Restauración. La tercera época del semanario salió en mayo de 1897, con gracioso texto, verso y prosa, y caricaturas y dibujos de Rellam, Jutglar y A. Rubio. Estuvo dirigido por Juan María Roma, siendo algunos de sus colaboradores Ramón Nimbó y Aymerich, J. Torner, Padre Corbató, Juan Camps y Arnau.
Celebró varios certámenes para premiar trabajos en prosa y verso. En 1899 premió con 25 pesetas a la mejor poesía dedicada «al Rey». Se editaba a cuatro páginas de 39 por 28, a tres columnas, en una imprenta en la calle Casanova n.º 13 de Barcelona. Publicó varios almanaques con ilustraciones.
De acuerdo con Jordi Canal, a partir de 1898 el semanario representó la principal tribuna de expresión de Juan Bardina, que empleaba el seudónimo de «Valcarlos». Otros redactores fueron José Font y Fargas, Joaquín Font y Fargas, Carlos Riubrogent y Manuel Roger de Lluria. El periódico desarrollaría tendencias catalanistas poco acordes con la ideología oficial del carlismo catalán, llegando sus redactores a criticar en ocasiones al jefe regional de Cataluña, Luis María de Llauder, al que consideraban un freno para el activismo carlista y el regionalismo radical.
El número del 3 de marzo de 1900, que ilustraba a un grupo de catalanes con barretina y hoz en la mano cortando la cabeza a Romero Robledo, fue denunciado públicamente en el Congreso de los Diputados. El semanario dejó de publicarse en abril de 1900, tras haber recibido varias sanciones. Bardina fue procesado por incitar a la rebelión en un artículo publicado el 10 de marzo, con motivo de la fiesta de los Mártires de la Tradición, en el que acusaba al teniente de la Guardia Civil Narciso Portas de haber practicado la tortura a una veintena de carlistas guipuzcoanos.
En 1907 salió otro semanario con el nombre de Lo Mestre Titas (editado en Manresa) y en 1910 inició una nueva época en Barcelona como El Mestre Titas.